# Žizn' v smerti
Žizn' v smerti (in cirillico Жизнь в смерти, lett. "La vita nella morte") è un film del 1914 diretto da Evgenij Bauėr.